# Frederick Ashton
Frederick William Mallandaine Ashton (17. září 1904, Guayaquil – 18. prosince 1988, Eye) byl anglický baletní tanečník, který se proslavil zejména jako choreograf a tvůrce moderních baletních představení (Cinderella, 1948; Sylvia, 1952; Romeo and Juliet, 1955; Ondine, 1958; La fille mal gardée, 1960). Tvořil choreografie i pro film (zejm. The Tales of Beatrix Potter, 1970). V letech 1933-1963 úzce spolupracoval s Ninette de Valois, jejíž soubor byl nakonec znám jako Královský balet (dříve též Vic-Wells Ballet a Sadler’s Wells Ballet). Ashton v něm tančil (zejm. mimické role), ale především byl v letech 1933-1970 jeho hlavním choreografem, po odchodu Ninette do důchodu, v letech 1963-1970, pak i ředitelem. Pro balet se nadchl, když viděl roku 1917 tančit ruskou balerínu Annu Pavlovovou. Byl žákem Léonida Massina a Marie Rambertové. Ta ho přiměla soustředit se na choreografii. Je autorem tanečního kroku zvaného „Fred step“. Roku 1962 byl uveden do šlechtického stavu. Narodil se v rodině britského diplomata v Ekvádoru. V Jižní Americe žil až do roku 1919. Byl homosexuálem.